# История Бенгалии
Самые древние следы цивилизации на территории Бенгальского региона относятся к периоду конца 3 тысячелетия до н. э. В те времена Бенгалия была заселена дравидскими, тибето-бирманскими и австро-азиатскими племенами. Точное происхождение слова «бенгал» не известно. Предположительно, оно произошло от банг — дравидского племени, осевшего в этом регионе около 1000 года до н. э.
В VII веке до н. э. на территории Бенгалии появилось царство Гангаридай, позднее вошедшее в состав Бихара. В последующие столетия Бенгалия являлась частью империй Магадха, Нанда, Маурья и Шунга. С III по VI века Бенгалия находилась под правлением империй Гупта и Харша. После их падения, бенгальский правитель Шашанка основал могущественное царство, которое, однако, просуществовало совсем недолго.

Северную часть Бенгалии занимало государство Камарупа, которому принадлежала также территория современного Ассама и частично Бутана.
После периода анархии власть получила буддийская династия Пала, правившая регионом в течение 400 лет. Затем наступил период правления индуистской династии Сена.
Средневековые европейские географы указывали на дельту Ганги как на местоположение рая и хотя это было явным преувеличением, вплоть до XVI века Бенгалия была самым богатым регионом Индийского субконтинента. Ранняя история Бенгалии характеризовалась чередой империй, внутренними раздорами и борьбой между индуизмом и буддизмом.
В XII веке арабские мусульманские купцы принесли на территорию Бенгалии ислам. Суфийские миссионеры и исламские завоеватели помогли распространить ислам по всему региону. В 1204 году тюркский полководец Бахтияр Халджи одержал победу над Лакшманом Сеной и завоевал значительную часть территории Бенгалии. В последующие несколько веков Бенгалией правили различные султаны. К XVI веку Бенгалия стала частью Империи Великих Моголов.
В конце XV века в Бенгалию прибыли первые европейские купцы. Их влияния постепенно возрастало и в 1757 году, после Битвы при Плесси, Бенгалия подпала под контроль Британской Ост-Индской компании. В 1857 году кровавое Восстание сипаев привело к передаче власти от Ост-Индской компании британской короне. В период британского колониального господства население Индийского субконтинента много раз переживало периоды голода. Самым большим по числу жертв был Бенгальский голод 1943 года, унёсший жизни более 3 млн человек.
В период с 1905 по 1911 год были предприняты неуспешные попытки раздела Бенгалии на восточную и западную зоны. После раздела Индии в 1947 году, Бенгалия была разделена по религиозному признаку. Западная, преимущественно индуистская, часть отошла к Индии, а мусульманская восточная часть присоединилась к Пакистану.